# Mid-Town Records
Mid-Town Records was een in house en hardcore gespecialiseerde platenmaatschappij en platenwinkelketen uit Rotterdam.

## Geschiedenis

### Eerste winkel
In 1987 besloten twee muziekliefhebbers, Hans Tieleman en René Bakker, hun eigen platenwinkel te openen nadat zij teleurgesteld waren geraakt over het gebrek aan service en importplaten in de winkels waar zij platen kochten voor hun eigen radioprogramma Free Radio Rotterdam. Hun eerste winkel in Rotterdam-Zuid bood een grote collectie Italo, dansklassiekers en houseplaten. Later openden zij in het centrum van Rotterdam een tweede winkel.

### Labels en hits
Niet lang daarna begon Mid-Town met nieuwe platenlabels als Rotterdam Records (toen nog geleid door Paul Elstak), Interdance (geleid door twee producers die later bekend werden als Klubbheads) en Mid-Town Records. Na drie platen onder het label Rotterdam Records waarmee Paul Elstak "gabber" bij het publiek introduceerde, werd de wereldwijde hit Poing uitgebracht. De verkoop van deze plaat hielp Mid-Town de snelstgroeiende zelfstandige platenmaatschappij binnen de Benelux te worden. Mid-Town Distribution werd opgericht en ook werd de derde winkel geopend. Op het hoogtepunt had Mid-Town verspreid over heel Nederland 12 winkels.

### Neergang
Vanaf 2008 zag Mid-Town zich genoodzaakt vele van zijn winkels in snel toenemende mate te sluiten. Uiteindelijk zag Mid-Town zich ook genoodzaakt om halverwege 2010 zijn allereerste winkel, waar het allemaal begon, in Rotterdam-Zuid te sluiten. In september 2010 sloot het bedrijf ook zijn laatste winkel in Rotterdam-centrum. Tot slot bezat Mid-Town nog één platenwinkel in Eindhoven die een grote regionale functie had.
Hans Tieleman verklaarde tegenover Radio-TV Rijnmond dat de animo voor het kopen van housemuziek in een winkel niet meer groot genoeg was, vooral onder jongeren wat de doelgroep was. Dit was mede te wijten is aan de toenemende verkoop van (destijds illegale) downloads van muziek via het internet, die vanaf 2008 sterk had doorgezet. Gestimuleerd door de wereldwijde financiële crisis die haar intrede deed in 2008 en de toenemende digitalisering en de steeds betere betaalbaarheid van digitale afspeelapparatuur hebben downloads een sterke opmars gemaakt. Deze opmars was zo sterk dat vele fysieke muziekwinkels hun deuren hebben moeten sluiten.
Mid-Town richtte zich daarna volledig op de distributie en onlineverkoop van vinyl, CD’s en merchandise, het uitbrengen van muziek en het organiseren van de Nightmare-feesten. Op het hoofdkantoor van Mid-Town Distribution werkten 25 mensen, verdeeld over diverse afdelingen. Mid-Town Distribution distribueerde 20 eigen labels en was tevens de exclusieve distributeur van meer dan 60 labels van internationale platenmaatschappijen.
Op 2 oktober 2012 is Mid-Town Records ten slotte failliet verklaard.

## Labels
- Blue Records
- Clubbb Box
- Dance 2 O
- Detonated Jumptraxx
- E-Centric Records
- Forze Records
- H2OH Recordings
- Massive Drive
- Neophyte Records
- Rotterdam Records
- Rotterdam Tekno
- Seismic Records
- Selektiv
- Symp.tom
- Terror Traxx
- Tindy Tunes
- Tremble Tracks
- Very Disco Records
- Vinylized Recordings
- Wasted
- X-Trax

## Evenementen
Mid-Town organiseerde verscheidene evenementen (vaak in samenwerking met United Dance Company).
Evenementen die jaarlijks (of enkele malen per jaar) terugkeren:
- A Nightmare in Rotterdam
- A Nightmare Outdoor
- The Ultimate Seduction

Andere evenementen die Mid-Town georganiseerd heeft, zijn onder meer:
- 15 Years of Rotterdam Records
- Terrordome
- Hardcore to the Bone
- Neophyte World Tour